# Pribrieżnyj (obwód biełgorodzki)
Pribrieżnyj (ros. Прибрежный) – osiedle w Rosji, w obwodzie biełgorodzkim, w rejonie nowooskolskim. W 2010 liczyło 1168 mieszkańców.